# Юхименко Микола Васильович
Мико́ла Васи́льович Юхименко — солдат Збройних сил України, учасник російсько-української війни.

## З життєпису
Закінчив Золотоніську ЗОШ № 6. У часі війни просто з Майдану призваний до лав ЗСУ. Солдат 79-ї бригади, брав участь у боях за Дебальцеве, Волноваху, Піски, Тихе, Амвросіївку, Савур-Могилу, захищав Донецький аеропорт. Зазнав численних поранень, проте залишався на передовій.

## Нагороди
За особисту мужність і героїзм, виявлені у захисті державного суверенітету та територіальної цілісності України, вірність військовій присязі під час російсько-української війни нагороджений
- орденом «За мужність» III ступеня (27.11.2014).